# Cocotitlán kommun
Cocotitlán är en kommun i Mexico Citys storstadsområde i Mexiko, cirka 30 km sydost om huvudstaden Mexico City. Den tillhör delstaten Mexiko, i den centrala delen av landet. Huvudorten i kommunen är Cocotitlán. Sammanlagt hade kommunen 12 142 invånare vid folkmätningen 2010.